# Pasteuria thornei
Pasteuria thornei é uma espécie de bactéria pertencente ao género Pasteuria.
A autoridade da espécie é Starr e Sayre, tendo sido descrita em 1988.
O nome da espécie advém de Gerald Thorne, nematologista dos Estados Unidos.

## Descrição
Trata-se de bactérias Gram-positivas. Desenvolvem esporângios de forma romboide que podem atingir 2,70 μm de diâmetro e 2,34 μm de altura, sendo dividida em duas partes aproximadamente iguais. A parte mais próximo ao micélio tem uma matriz granular e a parte apical tem a forma cónica, que abriga um endósporo com uma forma de elipse. Os endósporos e os esporângios podem ser parasitas de espécies de nemátodos do género Pratylenchus. Diferencia-se de outras espécies do género em termos morfológicos e desenvolvimento, nomeadamente a forma dos endósporos e esporângios e no tipo de hospedeiro.